# Simone Mabille-Leblanc
 (mai 2021).
Si vous disposez d'ouvrages ou d'articles de référence ou si vous connaissez des sites web de qualité traitant du thème abordé ici, merci de compléter l'article en donnant les références utiles à sa vérifiabilité et en les liant à la section « Notes et références ».
Simone Mabille-Leblanc, née le 15 août 1919 à Ressaix, est une femme politique belge, membre du Parti de la liberté et du progrès. Elle fut députée, sénatrice et Bourgmestre de la Ville de Binche.